# John Andersen
John Andersen (Frederiksberg, 12 marzo 1953) è un ex calciatore danese, di ruolo difensore.

## Carriera

### Nazionale
Debutta con la Danimarca il 12 ottobre 1975 in una sfida contro la Spagna (2-0). Il 27 giugno 1979 gioca la sua diciassettesima e ultima partita con la Nazionale da capitano, perdendo contro l'URSS (1-2).